# Gian Giacomo Cavazzi della Somaglia
Gian Giacomo Cavazzi della Somaglia (Milano, 16 luglio 1869 – Roma, 18 luglio 1918) è stato un politico e nobile italiano, senatore del Regno d'Italia e presidente della Croce Rossa Italiana dal 1913, durante la prima guerra mondiale, fino alla sua morte.

## Biografia
Figlio di Gian Luca, XIII conte e barone della Somaglia, e di sua moglie la principessa Guendalina Doria Pamphili Landi, venne nominato senatore della XXIV Legislatura del Regno d'Italia; viene ricordato principalmente per la sua partecipazione nei servizi legati alla Croce Rossa sin dal 1897 quando il padre Gian Luca Cavazzi della Somaglia ne era presidente ed alla morte del quale egli gli successe per la medesima carica.